# Chiba TV
Chiba TV (チバテレビ) est une chaîne de télévision japonaise dont le siège social est basé à Chūō-ku, Chiba. Elle émet dans la préfecture de Chiba et dans les préfectures environnantes. 

## Historique
- 28 janvier 1970 : création de la chaîne.
- 1er mai 1971 : Début de l'émission.
- 4 avril 2006 : Début de l'émission en signal digital.